# Maurice Devienne
Maurice Devienne, nom de scène de Maurice Jules Hélie, est un acteur français né le 20 février 1892 à Paris et mort le 27 mai 1979 à Évecquemont.

## Filmographie
- 1935 : Crime et Châtiment de Pierre Chenal
- 1935 : Deuxième Bureau de Pierre Billon
- 1935 : Kœnigsmark de Maurice Tourneur
- 1936 : L'Argent de Pierre Billon : Joseph
- 1936 : Le Disque 413 de Richard Pottier
- 1936 : La Tendre Ennemie de Max Ophüls : le fiancé
- 1937 : À nous deux, madame la vie d'Yves Mirande et René Guissart
- 1937 : Courrier sud de Pierre Billon : le maître d'hôtel
- 1937 : L'Homme à la cagoule noire de Jean de Limur
- 1937 : Troïka sur la piste blanche de Jean Dréville : Ivan
- 1938 : Le Petit Chose de Maurice Cloche
- 1938 : La Tragédie impériale de Marcel L'Herbier
- 1938 : Le Roman de Werther de Max Ophüls
- 1938 : La Vénus de l'or, de Jean Delannoy et Charles Méré
- 1939 : Nord-Atlantique de Maurice Cloche
- 1942 : Le Destin fabuleux de Désirée Clary de Sacha Guitry
- 1942 : Dernier Atout de Jacques Becker
- 1943 : Le Colonel Chabert de René Le Hénaff
- 1943 : La Collection Ménard de Bernard Roland
- 1943 : La Main de l'homme de Jean Tedesco et François Ardoin (court métrage)
- 1945 : Le Père Goriot de Robert Vernay
- 1946 : La Foire aux chimères de Pierre Chenal
- 1946 : Mission spéciale de Maurice de Canonge
- 1948 : La Révoltée de Marcel L'Herbier
- 1958 : À pied, à cheval et en spoutnik de Jean Dréville
- 1959 : Le Bossu de André Hunebelle
- 1962 : Le Doulos de Jean-Pierre Melville
- 1963 : Clémentine chérie de Pierre Chevalier
- 1975 : La Course à l'échalote de Claude Zidi
- 1977 : Le Roi des bricoleurs de Jean-Pierre Mocky